# Schieferburg

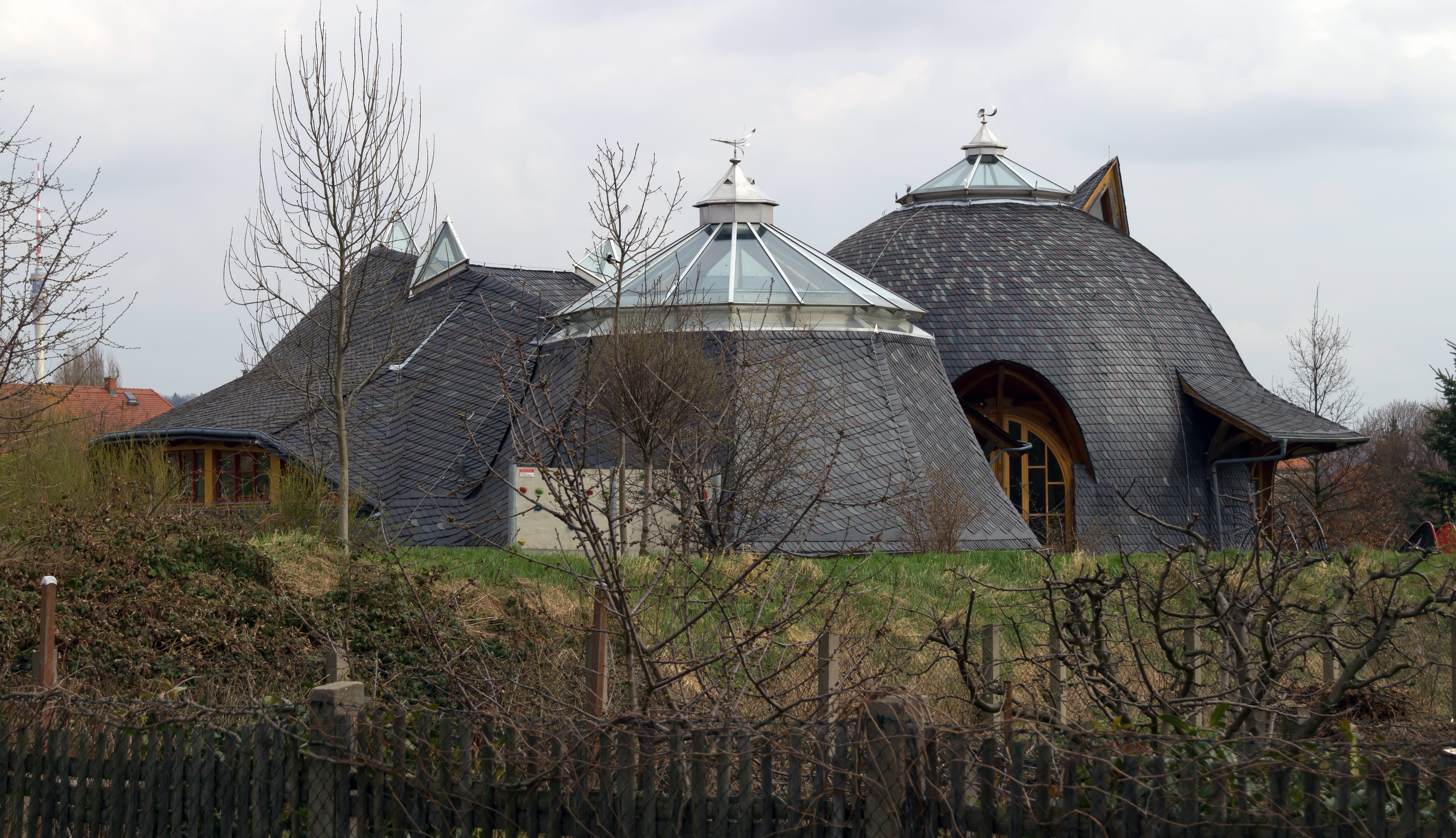
Dachpartie des Kinder- und Jugendhauses Schieferburg

Das Kinder- und Jugendhaus Schieferburg Gruna ist ein Gebäudekomplex bestehend aus Spielhof, Café, Tanzhaus, Haushalle, Kreativraum und Werkstatthof für Kinder und Jugendliche an der Liebstädter Straße 29 in Dresden und ein Beispiel für Organische Architektur in dieser Stadt. Das Gebäude zitiert Werke von Friedensreich Hundertwasser, Antoni Gaudí und Bruno Taut. Das Haus ist ein „signifikanter Bau“, der für sich den architektonischen Stil der „Andersartigkeit“ beansprucht.
Das Kinder- und Jugendhaus „Schieferburg“ Gruna ist ein Projekt der offenen Kinder- und Jugendarbeit und wird als Einrichtung vom Stadtjugendring Dresden e. V. betrieben.

## Beschreibung

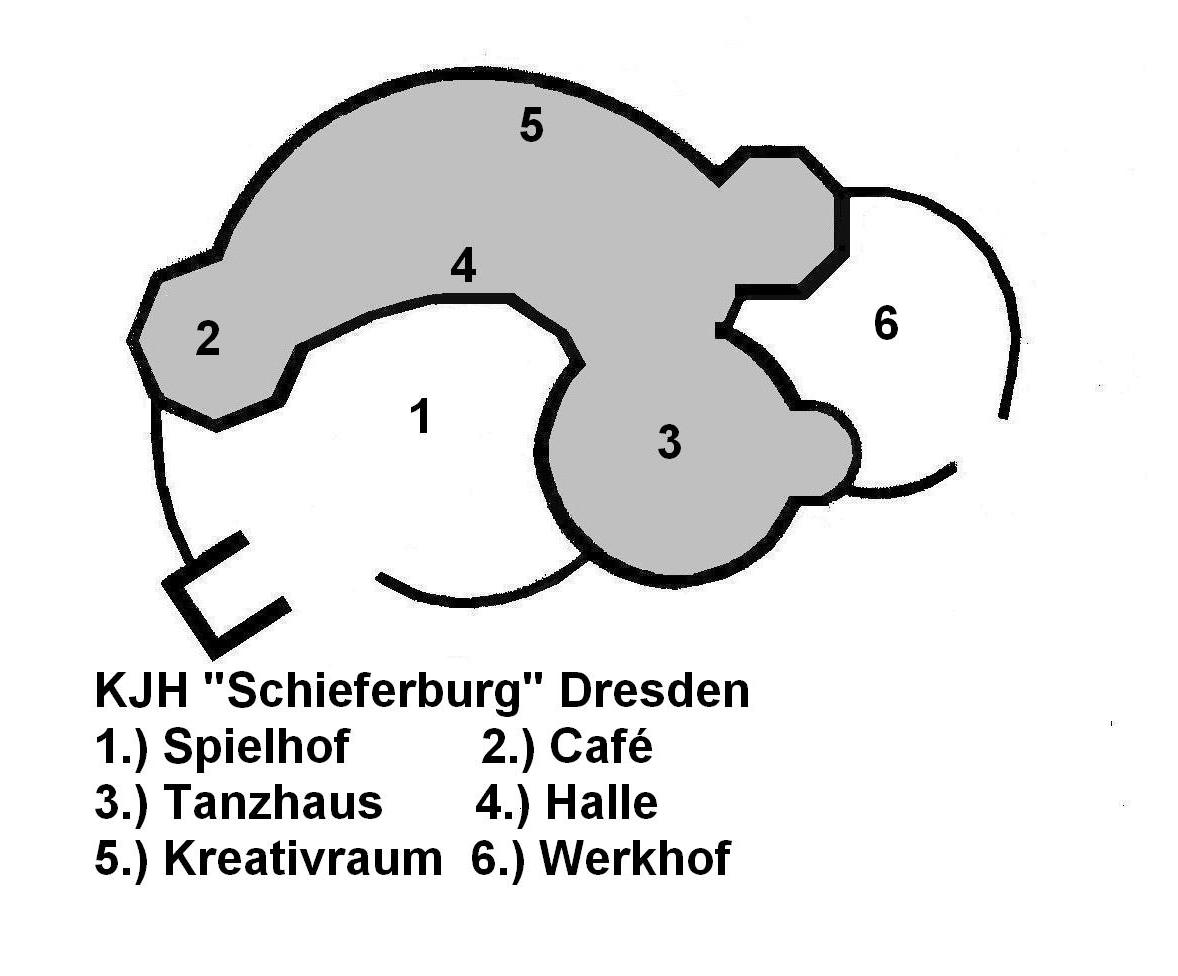
Grundriss der Schieferburg Dresden-Gruna

Das Gebäude wurde 1996 von Weise & Treuner im Dresdner Stadtteil Gruna auf dem Areal einer alten Bauschuttdeponie erbaut. Der Grundriss und die Bauform sind ganz dem „organischen Baugedanken“ verpflichtet. Das Gebäude wirkt wie eine „märchenhafte Kulisse“, die mit naturverträglichen Materialien wie Holz, Lehm, Tonziegeln und Schiefer errichtet worden ist. Unregelmäßige Fußböden und verspielte Details zitieren Friedensreich Hundertwasser. Eine zentrale Kuppelhalle beherrscht den Baukörper. 
Die Jugendstilformen und aus Keramikscherben zusammengesetzten Mosaike zitieren Werke von Antoni Gaudí. Auch Zitate an die Worpsweder Käseglocke von Bruno Taut und Edwin Koenemann von 1926 sind zu erkennen.
In der Kuppelhalle befindet sich ein Lichtkunstkörper von Arend Zwicker aus Dresden. Eine Stahlträgerkonstruktion trägt einen Hohlkörper aus Zinkblech. Die Oberfläche wurde mit vielen zeichenhaften Öffnungen ausgeätzt. Ein darin befindliches starkes Leuchtmittel projiziert die Form der Öffnungen auf die Kuppelwand und Gegenstände im Raum. Die Lichtinstallation dreht sich langsam und ist in der Höhe verstellbar. 